# Unión de Cegama
Cegama fue una unión de la provincia española de Guipúzcoa. Algutinó, en diferentes etapas, las localidades de Cegama, Cerain, Motiloa, Ormáiztegui, Astigarreta, Gudugarreta e Idiazábal.

## Historia
La unión se formó mediante una escritura pública en 1637, y en un principio aglutinaba las villas de Cegama, Cerain, Motiloa, Ormáiztegui, Astigarreta y Gudugarreta. Salvo la que le daba nombre, todas habían integrado la ya desaparecida de San Esteban. La de Cegama se renovó en 1662, ya sin Cerain, y luego se disolvió y renació, aunque solo con Cegama y Motiloa. En 1691, expirada ya la anterior, se constituyó una nueva con el mismo título y en la que estaba, además de aquellas dos villas, también la de Idiazábal. La disolución definitiva se materializó en 1708. Aparece descrita en el Diccionario histórico-geográfico-descriptivo de los pueblos, valles, partidos, alcaldías y uniones de Guipúzcoa (1862) de Pablo de Gorosábel con las siguientes palabras:

CEGAMA: union de la villa del mismo nombre y de las de Cerain, Mutiloa, Ormaiztegui, Astigarreta y Gudugarreta, formada en el año de 1637 mediante escritura pública para tiempo de diez y seis años. El objeto que se propusieron en esta hermandacion no era otro sino que estuviesen representadas en las juntas de la provincia por un solo procurador nombrado en turno por las mismas en obviacion de gastos. Esta union se renovó en el año de 1662, menos con la villa de Cerain, que se separó. Disuelta ella, se formó una nueva union con la misma denominación solamente entre Cegama y Mutiloa para otros diez y seis años por escritura otorgada á 21 de abril de 1679. Por la que pasó en 18 de marzo de 1691 se constituyó otra hermandad del propio título entre dichas dos últimas villas y la de Idiazabal para diez y ocho años; la cual se prorrogó para otros diez y seis en virtud de la que otorgaron en 11 de setiembre de 1708, á cuya expiracion quedó disuelta, y en tal estado subsiste desde entonces.
(Gorosábel, 1862, p. 115)